# Кућа Бете и Ристе Вукановић
Кућа Бете и Ристе Вукановић се налази у Београду, у Капетан Мишиној улици број 13, представља непокретно културно добро као споменик културе.

## О кући угледних сликара

### Локација
Кућа је подигнута на углу улица Горње Јованове и Капетан Мишине, које су припадале простору Дунавске падине. Неколико деценија раније започета је регулација падине према предлогу Емилијана Јосимовића из 1867. године. Тај простор је тада био насељен Турцима који су морали да напусте своја имања у складу са државном одлуком. Планови Београда с краја 19. и почетком 20. века били су у колизији планираног и оног што је изведено на терену. Тадашња Горња Јованова је била прилично добро изграђена. За овај део града је било предвиђено да лице зграде иде ка улици и да заузима целу ширину парцеле. У другом делу се постављала капија за улаз у двориште. Главни улаз је био кроз двориште, а у дубини су се налазиле помоћни објекти, павиљони и фонтане. Дворишта су од улице била одвојена високим зидовима. Овај део Београда је сматран резиденцијалним. Све подигнуте куће морале су да имају пројекат оверен од Грађевинског одбора. Власници ових кућа су били угледни Београђани, професори факултета, државни чиновници

### Историјат
Кућа је саграђена 1901. године према пројекту архитекте Милана Капетановића, за сликаре Бету и Ристу Вукановић као угаона вила са вртом. По почетку Првог светског рата Бета и Риста Вукановић напустили су кућу са српском војском. Приликом бомбардовања 1915. године кућа је тешко оштећена. Сликарка Бета продаје порушену кућу Милутину Станојевићу, генералном конзулу јапанског конзулата. Године 1942. кућа је продата гвожђарском трговцу Деспоту Лукићу. После Другог светског рата кућа је претворена у стамбену зграду са више станова. Атељеи су преграђени, кружно степениште је уклоњено, у башти изграђени помоћни објекти.

### Изглед куће
Кућа је имала двојну намену, где је у приземљу био простор за становање и сликарским атељеима на спрату. 
Главна фасада је техником фрескосликарства, као рад Бете Вукановић, била осликана декорацијом коју су чиниле орнаменти у виду цветова перунике и пауновог перја, а изнад улаза композиција са представом три музе – заштитнице сликарства, музике и игре. Због те декорације названа је кућа са плавим перуникама. Централни мотив осликане фасаде чини алегоријска композиција Индустрија и Трговина, на којој су представљене музе између два дрвета. Ова богата сликана декорација изгубљена је приликом измена и преградње зграде тридесетих година 20. века.

### Споменик културе
Кућа је 1984. године проглашена спомеником културе одлуком објављеном у Службеном листу града Београда. Сачувани су оригинални планови на основу којих је могуће да се уради обнова куће.

## Сликарска школа
У кући је радила Сликарска школа коју су од 1902. до 1905. године водили Бета и Риста Вукановић. Тиме је означена последња етапа у организацији уметничке наставе код нас, коју ће потом преузети државна Уметничко-занатска школа, касније Академија ликовних уметности. Из Сликарске школе потекла су нека од најзначајнијих имена српског сликарства 20. века, попут Косте Миличевића, Боре Стевановића, Драгомира Глишића, Надежде Петровић и других. Школа је финансирана из средстава Министарства, као и од уплате приватних полазника. Упућен је и допис Министарству привреде да се упути допис свим еснафима и да се позову шегрти и помоћници да похађају бесплатне часове цртања. У малој предратној Србији није постојала никаква сликарска традиција.